# Parco naturale regionale del Fiume Sile
Il parco naturale regionale del Fiume Sile è un'area naturale protetta che si estende lungo il corso del Sile, dalle sorgenti site a Torreselle di Piombino Dese alla foce originale presso Portegrandi di Quarto d'Altino.

## Descrizione
Il Sile è uno dei fiumi di risorgiva più lunghi d'Europa e ha da sempre rappresentato un'importante risorsa per gli abitanti del luogo, plasmandone la storia e le tradizioni. La sua portata pressoché costante tutto l'anno era sfruttata da mulini e opifici, e inoltre ha rappresentato un'importante via d'acqua per i traffici tra il Trevigiano e la Laguna Veneta. 
Il primo punto d'interesse è rappresentato dall'area delle sorgenti (le risorgive sono dette in Veneto fontanassi), localizzata tra Casacorba, Cavasagra di Vedelago e Torreselle di Piombino Dese. In prossimità del principale nucleo di risorgive, l'ente parco ha realizzato un percorso attrezzato, che si snoda attraverso una sentieristica pedonale e ciclabile, denominato "La Porta dell'Acqua".
Un'altra porta di accesso al parco è rappresentata dall'oasi naturalistica del Mulino Cervara, presso Santa Cristina: si estende su circa 25 ettari entro un isolotto delimitato dal Sile e dal canale Piovega. Conserva una ricchissima biodiversità, ma permette anche di avvicinarsi alla storia e alla cultura locale, con alcune ricostruzioni e l'antico mulino, citato sin dal XIV secolo e oggi trasformato in museo etnografico.

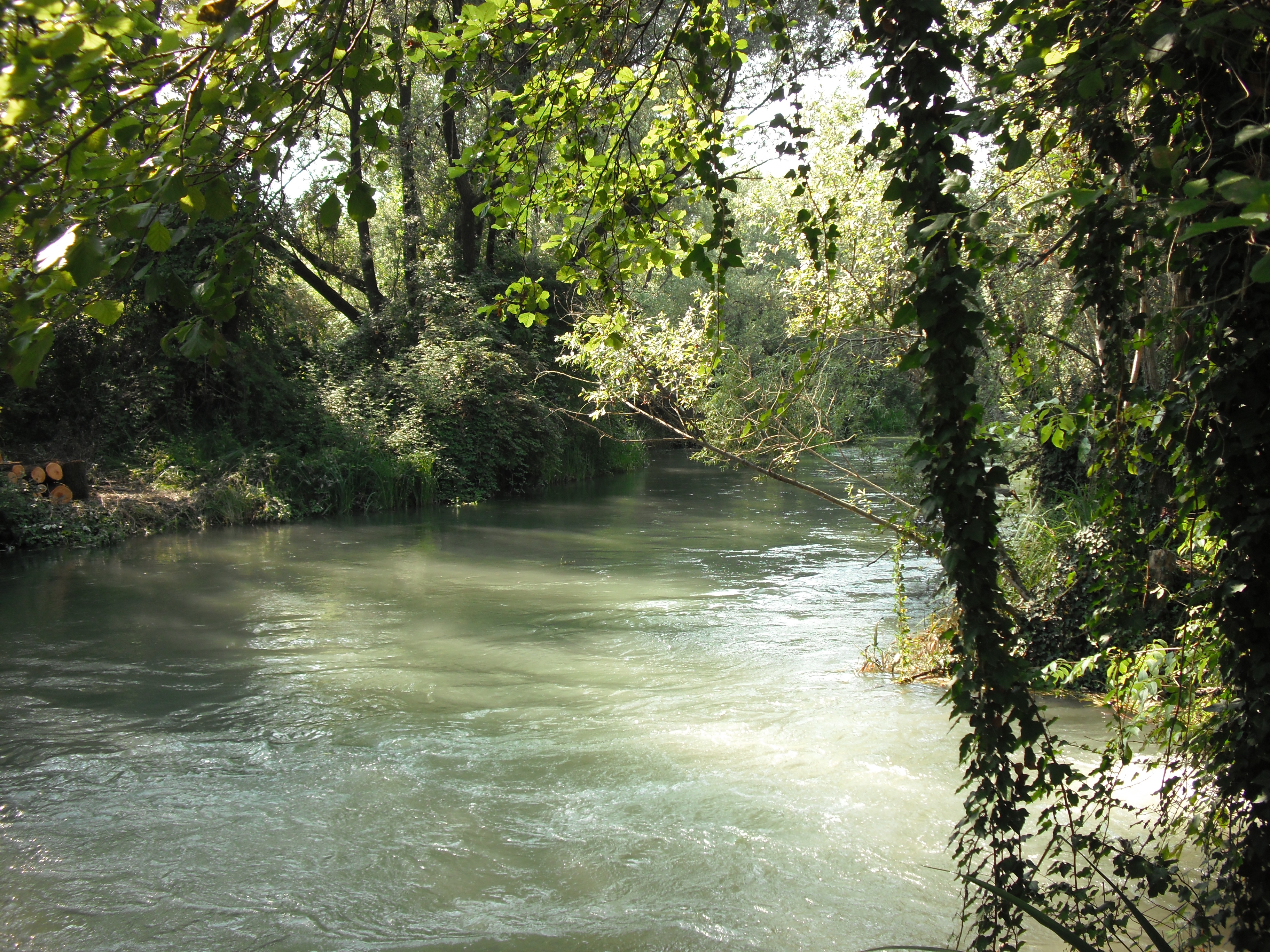
Tipico ambiente fluviale presso Santa Cristina

Dopo Treviso si snodano le Restere, cioè gli argini rialzati su cui i buoi trainavano i grandi barconi da trasporto detti burci. Restano ancora numerosi relitti arenati nella zona tra Silea e Casier (il cosiddetto "Cimitero dei burci"). 
L'ente Parco del Sile ha creato un percorso ciclabile lungo il fiume chiamato GiraSile che attraverso 90 km di pista ciclabile partendo da Casacorba arriva a Portegrandi sulla Laguna di Venezia.

## I comuni del parco regionale
Il parco regionale naturale del Fiume Sile si snoda attraverso 11 comuni e 3 Province, rispettivamente Padova, Treviso e Venezia.
Di seguito sono riportati i comuni facente parte del parco e la rispettiva provincia di appartenenza
| Comune            | Provincia | Note |
| ----------------- | --------- | ---- |
| Piombino Dese     | Padova    |      |
| Vedelago          | Treviso   |      |
| Istrana           | Treviso   |      |
| Morgano           | Treviso   |      |
| Quinto di Treviso | Treviso   |      |
| Treviso           | Treviso   |      |
| Casier            | Treviso   |      |
| Silea             | Treviso   |      |
| Casale sul Sile   | Treviso   |      |
| Roncade           | Treviso   |      |
| Quarto D'Altino   | Venezia   |      |